# Les Comédiens italiens
Les Comédiens italiens est un tableau réalisé par le peintre français Antoine Watteau vers 1720. Cette huile sur toile figure dans un décor naturel cinq acteurs portant des costumes de la commedia dell'arte, avec au centre un Pierrot chapeau en main. L'œuvre fait partie depuis 2012 des collections du J. Paul Getty Museum de Los Angeles, aux États-Unis.